# 明道大学
明道大学は、(めいどうだいがく・みんだおだいがく,英称:MingDao University)は、台湾彰化県埤頭郷にあった私立大学。台中市の明道高級中学を母体として、2001年に明道管理学院が開校。2007年に学部を増設して現在の大学となったが、定員割れが慢性的に続き2023年に教育部が新規学生の募集停止と2024年までの閉校を決定した。

## 学部
- 管理学院
  - 管理研究所
  - 企業管理学部(Department of Business Administration )
  - 観光経営学部(Department of Hospitality Management)
  - レジャー保健学部(Department of Holistic Wellness)
  - 国際経営管理学部(Global Marketing and Logistics Department)
  - 金融学部(Department of Finance )

- 人文社会学院
  - 教学芸術研究所
  - 国学研究所
  - 中国文学部(Department of Chinese Literature)
  - 応用英語学部(Department of Applied English Studies)
  - 応用日本語学部(Department of Applied Japanease Studies)

- 理工学院
  - 電子物理研究所
  - 材料システム工学研究所
  - 情報工学学部
  - 材料科学部
  - 生命科学部(Department of Life Science)
  - 精密農学部(Department of Post-Modern Agriculture)
  - エネルギーエンジニア学部

- 設計規劃學院
  - 環境計画設計研究所
  - 情報デザイン学部(Department of Digital Dsign)
  - ファッション学部(Department of Fashion Imaging)
  - 景観設計学部(Department of Landscape Arshitecture)
  - 災害環境管理学部(Department of Environment and Disaster Management )
  - アニメーション学部（設置構想中）

## 大学院
- 材料システム工学研究科
- 中国学研究科
- 教学芸術研究科
- 企業高階管理（ＥＭＢＡ）
- 企業管理学研究科
- 環境計画デザイン研究科